# U-18-Faustball-Europameisterschaft 2009
Die 9. Faustball-Europameisterschaft für männliche U18-Mannschaften fand am 11. und 12. Juli 2009 in Schönberg (Deutschland) zeitgleich mit der Europameisterschaft 2009 für weibliche U18-Mannschaften statt. Nach der EM 2005 in Düsseldorf war Deutschland zum zweiten Mal Ausrichter der Faustball-Europameisterschaft der männlichen U18-Mannschaften.

## Turnierteilnehmer
| Deutschland: Patrick Thomas, Hendrik Vetter (beide TSV Pfungstadt), Luca Weber (TV Weisel), Hendrik Abel (TV Brettorf), Tim Albrecht (Ahlhorner SV), Fabian Braun (TSG Tiefenthal), Roman Debus (TV Weisel), Jan Erhardt, Carsten Scheerer (beide TV Waldrennach), Ruben Schwarzelmüller (TSV Hagen)                                                                             |
| Österreich: Patrick Schartmüller, Patrick Greisinger, David Prinz (alle Union Münzbach), Richard Huemer, Christopher Ahrens (beide TuS Kremsmünster), Manuel Gossenreiter, Matthias Maier, Markus Plank (alle Union Hirschbach), Andreas Feichtenschlager (FSG Vöcklabruck), Oliver Steinach (TV Villach), Stefan Wohlfahrt (Union Schwanenstedt), Stefan Edthaler (FSC Wels 08) |
| Schweiz: Christian Lässer, Raphael Schlattinger (beide SVD Diepoldsau), Romano Colombi (TSV Jona), Rominik Ruf (TSV Vordemwald), Kevin Kohler (Faustball Widnau), Lukas Helfer, Pascal Böni (beide STV Oberentfelden), Silvan Jung (FG RiWi), Nicolas Welter (FB Neuendorf), Kenneth Schoch (STV Schwellbrunn)                                                                   |
| Italien: N.n. |

## Spielplan

### Vorrunde
Spielergebnisse
| 11.07.2009 | Deutschland | – | Italien    | 3:0 | (11:3, 11:0, 11:1)              |
| 11.07.2009 | Österreich  | – | Schweiz    | 2:3 | (9:11, 12:10, 5:11, 11:7, 5:11) |
| 11.07.2009 | Deutschland | – | Österreich | 3:0 | (11:3, 11:4, 11:3)              |
| 11.07.2009 | Schweiz     | – | Italien    | 3:1 | (11:3, 9:11, 11:2, 11:6)        |
| 11.07.2009 | Deutschland | – | Schweiz    | 3:1 | (4:11, 11:6, 11:5, 11:5)        |
| 11.07.2009 | Österreich  | – | Italien    | 3:0 | (11:4, 11:2, 11:9)              |

### Halbfinale
Der Sieger der Vorrunde war direkt für das Finale qualifiziert, der Zweite und der Dritte spielten im Halbfinale um den Finaleinzug.
| 12.07.2009 | Schweiz | - | Österreich | 3:0 | (11:8, 11:8, 12:10) |

### Finalspiele
| Spiel um Platz 3 | Spiel um Platz 3 | Spiel um Platz 3 | Spiel um Platz 3 | Spiel um Platz 3 | Spiel um Platz 3         | Spiel um Platz 3 |
| ---------------- | ---------------- | ---------------- | ---------------- | ---------------- | ------------------------ | ---------------- |
| 12.07.2009       | Österreich       | –                | Italien          | 3:0              | (11:2, 11:2, 11:8)       |                  |
| Finale           |                  |                  |                  |                  |                          |                  |
| 12.07.2009       | Deutschland      | –                | Schweiz          | 3:1              | (11:2, 8:11, 11:4, 11:5) |                  |

## Platzierungen
| Rang | Land        |
| ---- | ----------- |
| 1.   | Deutschland |
| 2.   | Schweiz     |
| 3.   | Österreich  |
| 4.   | Italien     |